# Krapfen (Hefeteig)

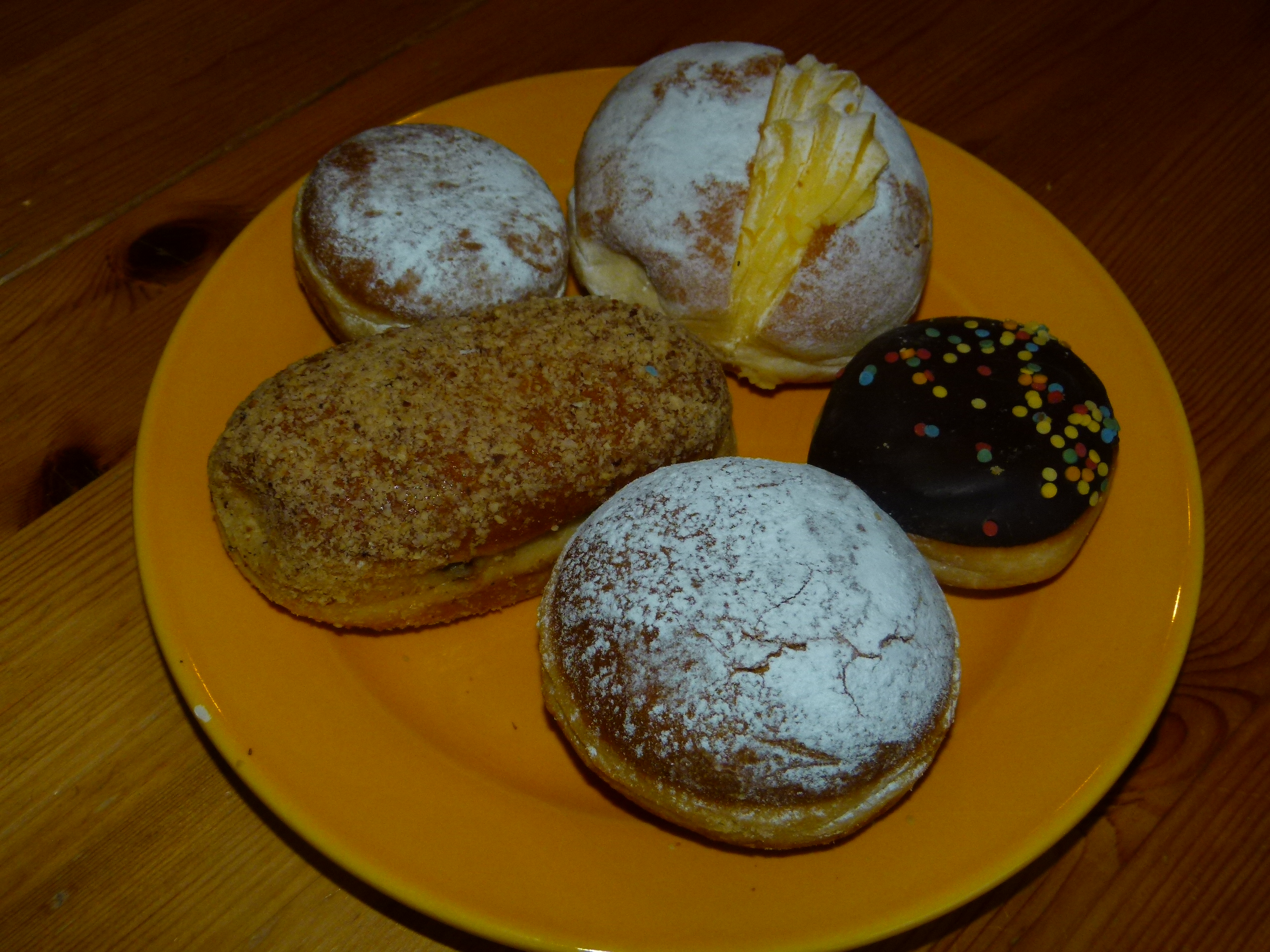
Wiener Krapfenarten

Krapfen sind typischerweise süße Gebäckstücke aus Hefeteig (Germteig), die dem Siedegebäck zugerechnet werden. Daneben wird der Begriff auch für kleinere süße oder salzige Gebäckstücke verwendet, die oft mit Füllungen wie Fleisch und Gemüse versehen und als Beignet bezeichnet werden bzw. als Beilagen für Fleisch-, insbesondere Geflügel- und Wildgerichte, dienen.
Typisch ist die Zubereitung durch das Ausbacken in heißem Fett. Im deutschsprachigen Raum ist der Ausdruck insbesondere auch eine in Süddeutschland verbreitete sprachliche Variante des Berliner Pfannkuchens, kurz Berliner, die in Bayern und in Österreich ebenfalls „Krapfen“ genannt werden.

## Etymologie
„Krapfen“ geht auf althochdeutsch krapho, mittelhochdeutsch krapfe ‚Kralle‘ oder ‚Haken‘ zurück. Zugrunde liegt eine labiale Erweiterung *greb- der indogermanischen Wurzel *ger- ‚drehen‘, ‚winden‘. Die Übertragung auf das ursprünglich hakenförmige Gebäck ist seit dem 9. Jahrhundert nachgewiesen. Landschaftliche Diminutivformen sind Kräpfchen, Kräpfel und Kräppel(chen). Laut dem Deutschen Wörterbuch von Jakob und Wilhelm Grimm gibt es zudem im Niederrheinischen das Adjektiv krapp ‚hart gebacken‘.
Ursprünglich galten Krapfen hauptsächlich als Festtags- und Fastengebäck und wurden in den katholisch geprägten Gebieten zunehmend in der Fastnachtszeit populär. Bei der Rückführung des Wortes auf die Hofratsköchin Cäcilie Krapf aus dem Jahr 1690 handelt es sich jedoch um eine Legende. In Österreich werden Krapfen bereits in Schriften aus dem 13. Jahrhundert erwähnt. Aus dem Jahr 1486 stammen erste Rezepte in der Köchordnung der Stadt Wien. Die Köchinnen wurden als Krappffenpacherinnen bezeichnet. Im Barock waren Limoni-Krapfen eine Süßspeise der Oberschicht. Während des Wiener Kongresses im Jahr 1815 sollen etwa 10 Millionen Krapfen gegessen worden sein.
Johann Christoph Adelung definierte in seinem Grammatisch-kritischen Wörterbuch der Hochdeutschen Mundart:

„Der Krapf, des -en, plur. die -en, oder der Krapfen, des -s, plur. ut nom. sing. Diminut. Das Kräpfchen, Oberd. das Kräpflein, im gemeinen Leben Kräppel, eine Art runder Kuchen von mancherley Art, welche entweder gefüllt oder ungefüllt sind, entweder in Schmalz oder im Ofen gebacken werden, und auch Krapfkuchen heißen. Bey dem Matthesius Kropf. Entweder mir Krapf von der äußern Dicke, oder auch von ihrer Gestalt, weil man den Rand zackig auszuschneiden, und die Spitzen wechselsweise in die Höhe und niederwärts zu biegen pflegt, da sie denn einige Ähnlichkeit mit den Krapfen oder Haken haben. Im mittlern Lat. Crafus, Craphus, Craio. Indessen scheinen die Κρƞπιδες der Griechen, die Cripisculae der mittlern Lat. und Crouteilles der mittlern Franzosen eine ähnliche Art von Kuchen gewesen zu sey.“

## Varianten

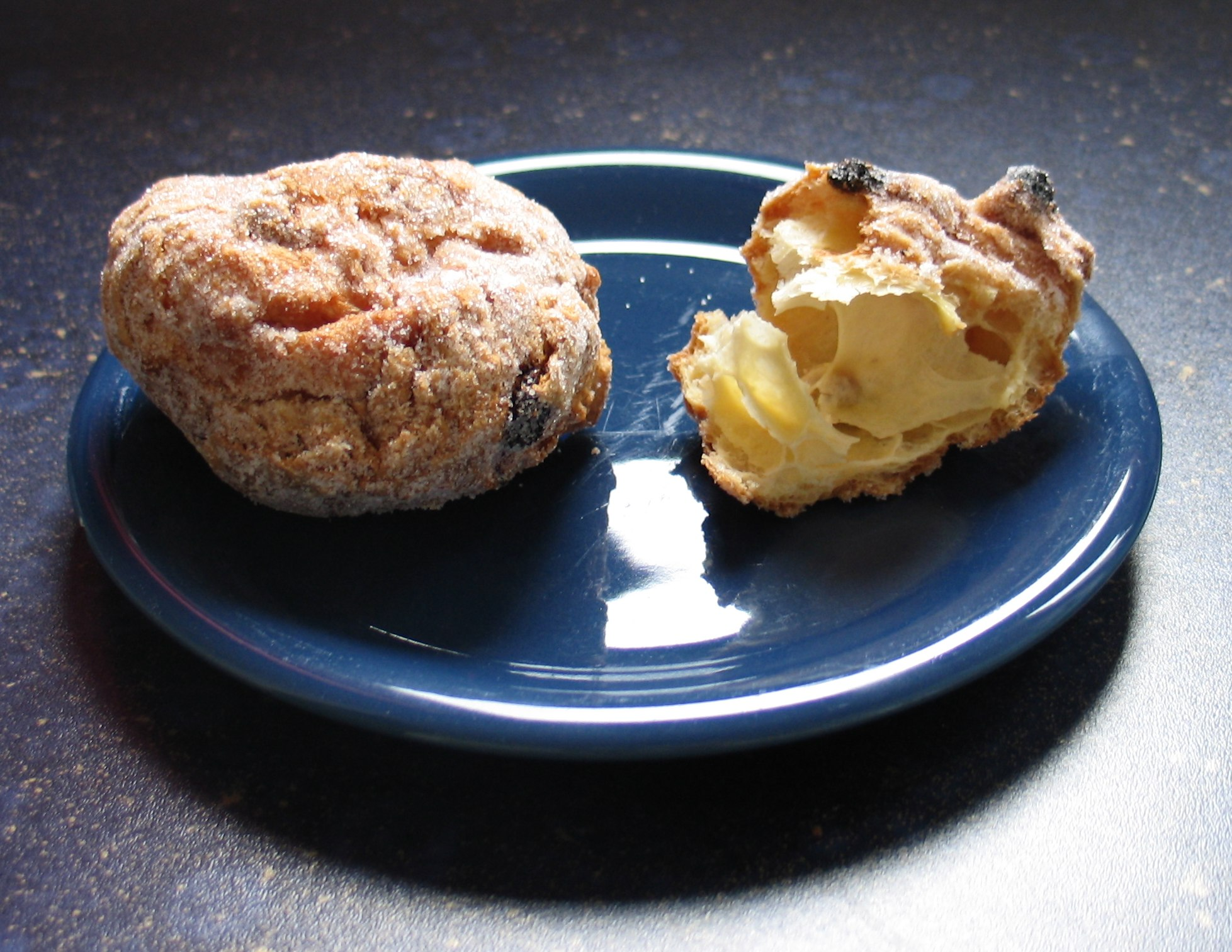
Rheinische Krapfen aus Bonn

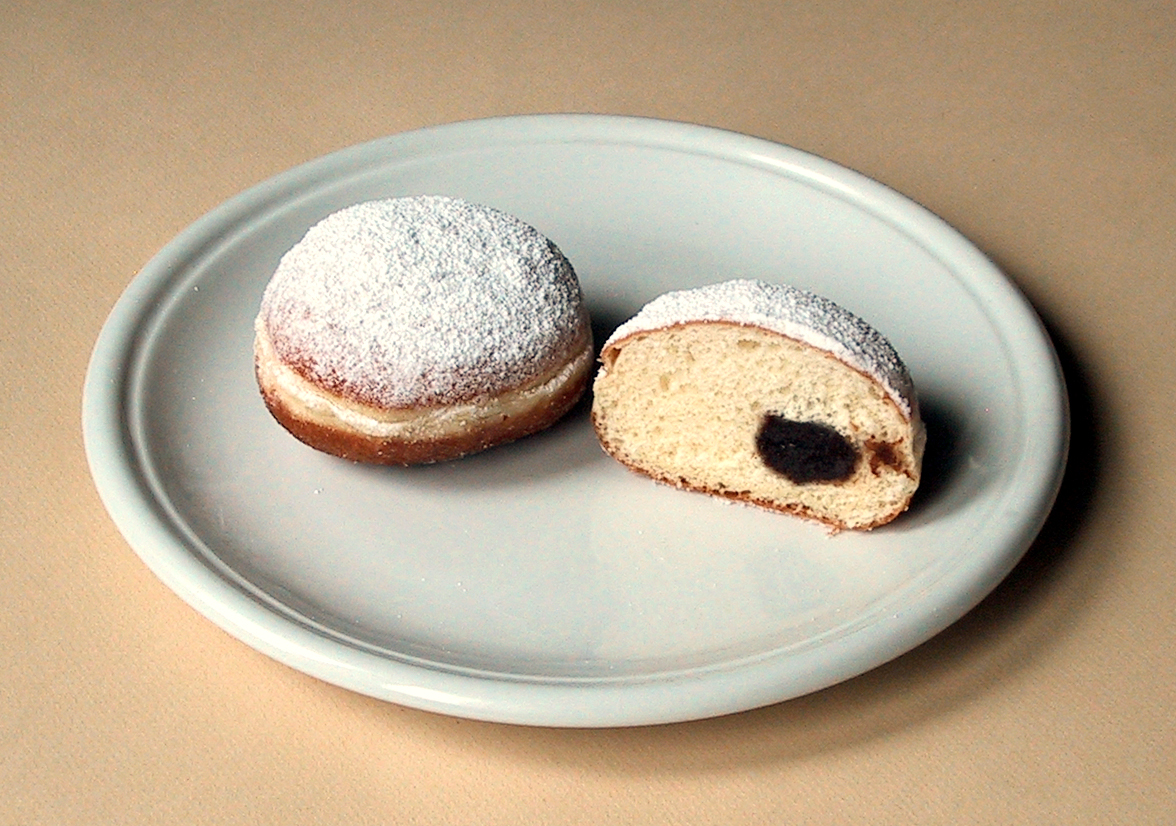
Berliner Pfannkuchen mit Pflaumenmus

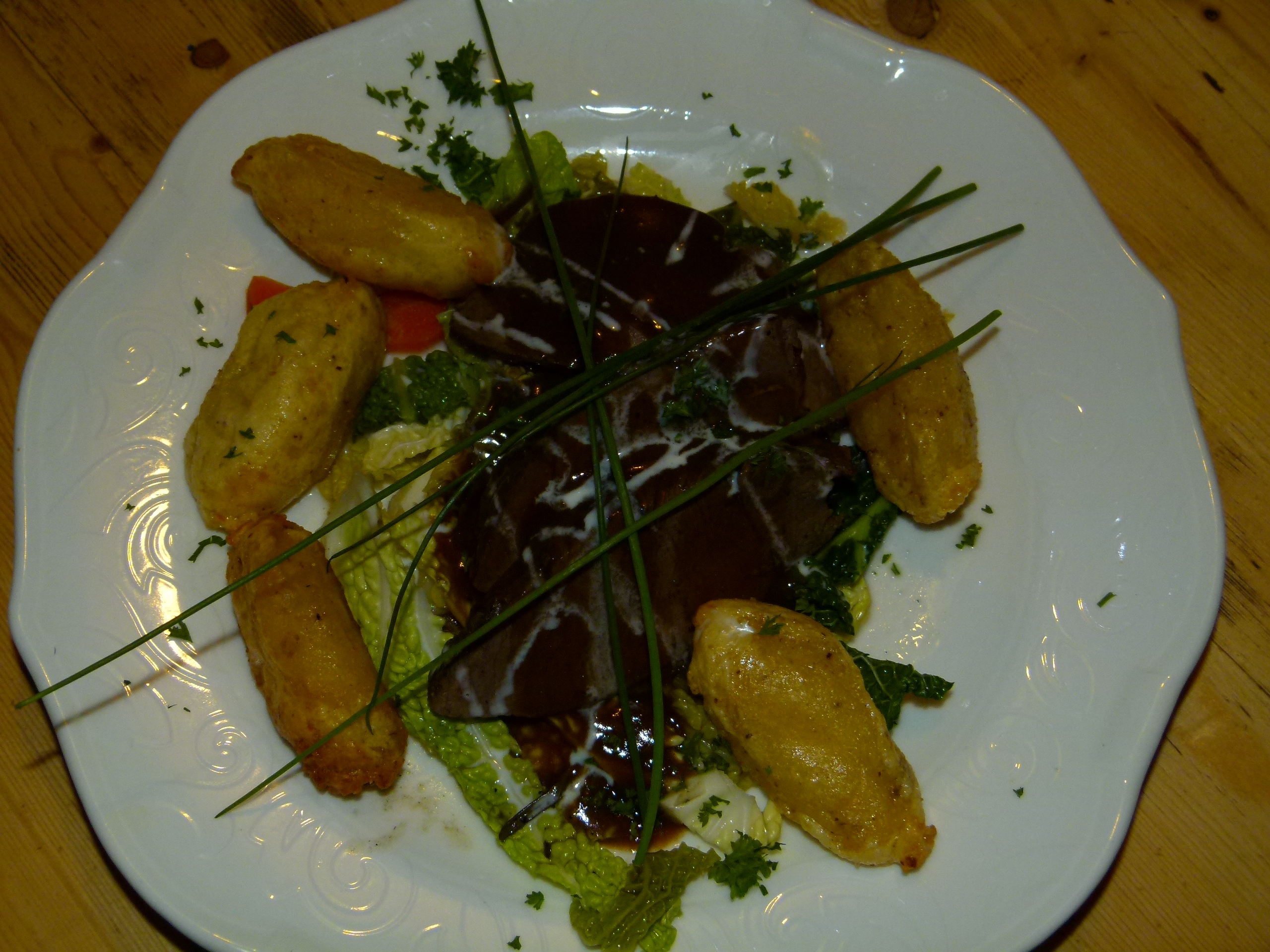
Haselnusskrapfen

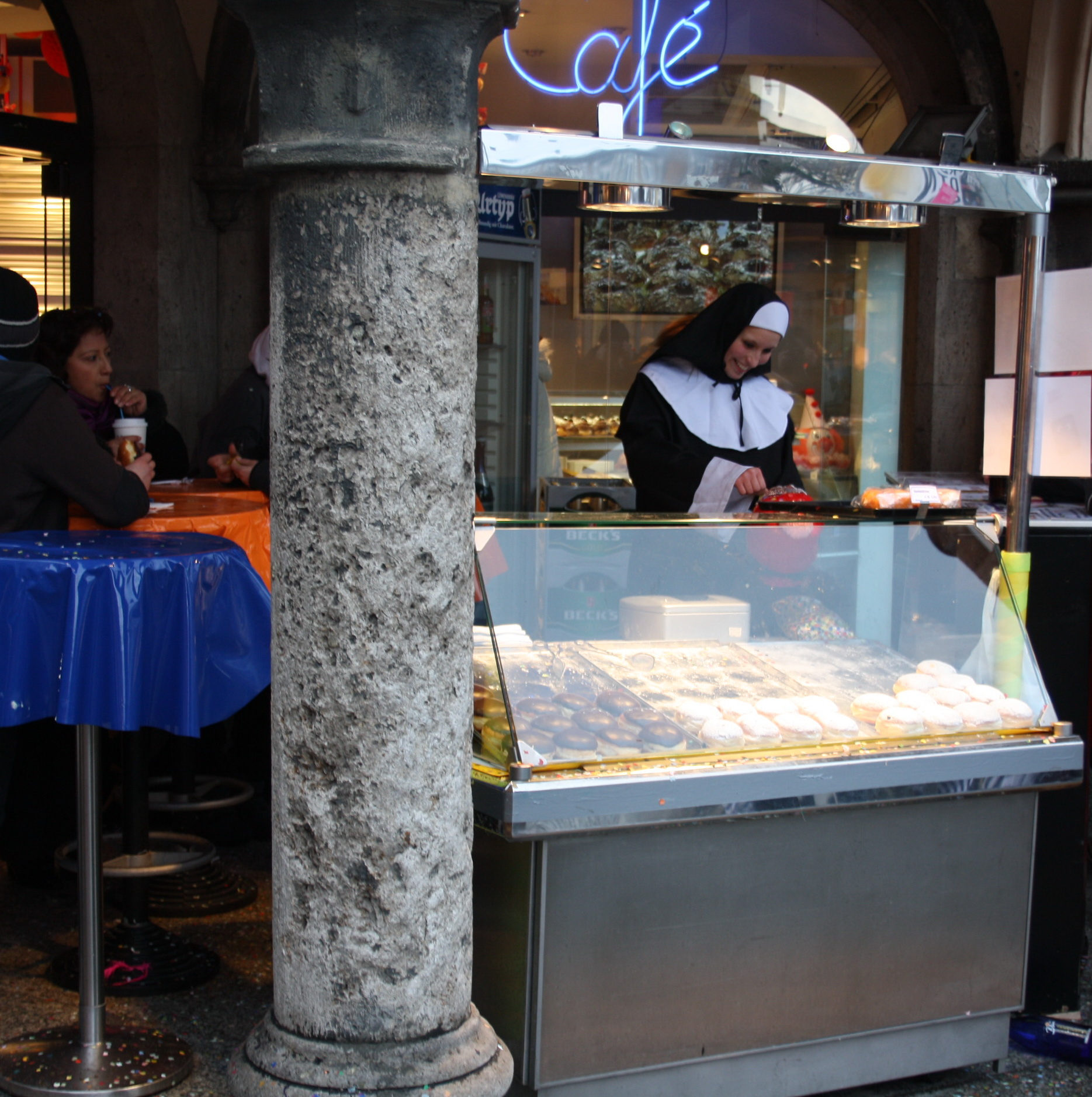
Krapfenverkauf im Fasching auf dem Münchner Viktualienmarkt

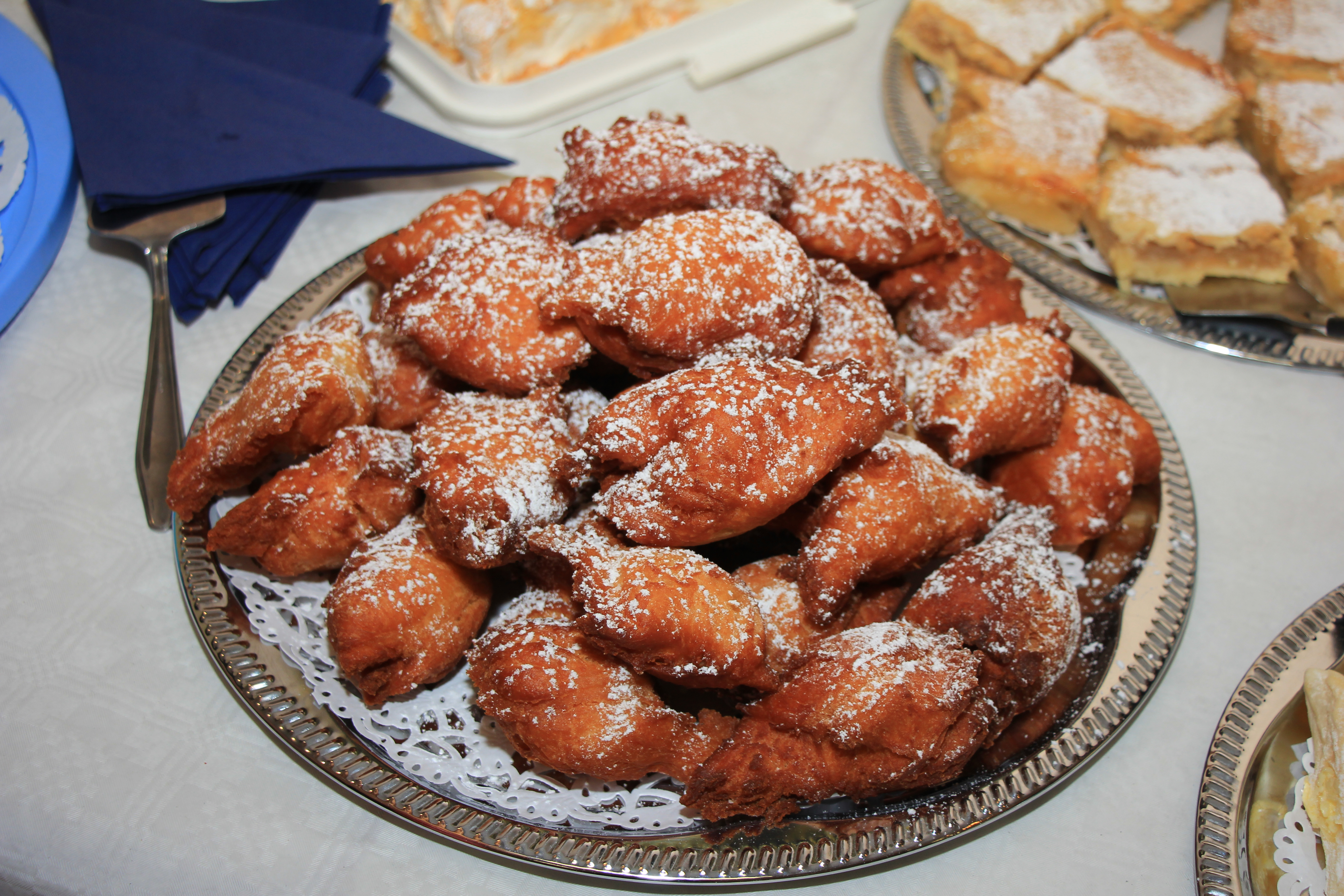
Gebackene Mäuse

### Deutschland
- Krapfen oder Faschingskrapfen sind in Altbayern typischerweise mit Konfitüre gefüllt, aber auch solche mit Pudding- und Nougatfüllungen werden in der Faschingszeit verkauft. Berliner Pfannkuchen sind, wie die Faschingskrapfen, Kugeln aus Hefeteig, die nach dem Backen mit Konfitüre oder Ähnlichem gefüllt werden. Sie werden auch Berliner oder Berliner Ballen genannt. In Hessen, Teilen Unterfrankens, Teilen Thüringens und von Rheinland-Pfalz versteht man unter Krapfen (mitteldeutsch Kräppel, auch Kreppel, hessisch Krebbel[8]) ein Gebäck aus Hefeteig wie Berliner Pfannkuchen. Ungefüllte Krapfen werden oft in länglicher Form gebacken, in Norddeutschland nennt man sie dann Kameruner.
- Fränkische Krapfen entsprechen Berliner Pfannkuchen, allerdings sind sie mit Hagebuttenmark (auch Hiefenmark oder Hiffenmark genannt) gefüllt.
- Schürzkuchen sind vor allem in Mittel- und Norddeutschland verbreitet und ähneln Kamerunern. Ein längliches Teigstück wird eingeschnitten, wobei ein Ende durch den Schnitt hindurchgezogen wird.
- Förtchen (regional oft auch abweichend bezeichnet) sind ein in Teilen von Norddeutschland und Dänemark verbreitetes, in Fett ausgebackenes Gebäck, das mit oder ohne Füllung meistens aus Hefeteig hergestellt wird. Hierzu werden zumeist spezielle Pfannen mit runden Vertiefungen verwendet.
- In Niedersachsen und Sachsen-Anhalt bezeichnet man das Gebäck als Prilleken.[9][10][11] Der Hefeteig wird sowohl in Kugel- als auch Ringform (dünner als Donuts) in Fett gebacken und anschließend mit Zucker bestreut.

### Österreich
- Gefüllte Krapfen werden in Österreich als Faschingskrapfen bezeichnet. Krapfen ohne Zusatzbezeichnung sind immer mit Marillenmarmelade gefüllt, andernfalls muss dies angegeben werden.[12]
- Österreichische oder bayerische Ausgezogene, Knieküchle, Kiachln oder Bauernkrapfen (in Ostbayern auch nur Krapfen genannt) aus Hefeteig sind ringförmig, wobei eine hauchdünne Teigschicht das Loch in der Mitte verschließt. Sie werden je nach Region gesüßt und mit Marmelade bestrichen oder auch deftig, etwa mit Sauerkraut, gegessen.
- Als gebackene Mäuse werden süße Teigbällchen, die in flüssigem Fett oder Schmalz ausgebackenen werden, bezeichnet. Den Namen haben sie ihrer Zubereitungsart zu verdanken.

### Schweiz
In der Schweiz finden sich Krapfen (schweizerdeutsch Chraapfe oder Chroopfe) seit dem 14. Jahrhundert bezeugt. Laut dem Schweizerischen Idiotikon waren die besonders mit gekochten Äpfeln, Birnen oder Himbeeren und/oder mit Ziger gefüllten Krapfen im 18. und 19. Jahrhundert „ein Festgebäck an Kirchweihtagen, zur Fastnachtszeit und bei andern festlichen Anlässen“. In der Innerschweiz wurden ledige Burschen von den Mädchen mit Krapfen und Kirschwasser oder Likör bewirtet.
Für die Gegenwart sind nebst anderen folgende Krapfen zu nennen:
- Zigerkrapfen sind eine Chilbi-Spezialität.
- Das Appenzell Innerrhoder Landsgmeendchreempfli („Landsgemeindekräpflein“) ist ein weißer, halbkreisförmiger Krapfen aus einem Zucker-Eier-Teig und einer Haselnussfüllung. Es ist im April zur Landsgemeinde erhältlich, weshalb es ein Landsgmeendchroom („Landsgemeindekram“) ist.[14] Anis darf es nicht enthalten,[15] aber ganz sicher Zitrone[16].
- In Brienz gibt es den Brienzer Krapfen, der quadratisch geformt ist. Er wird mit Mus aus gedörrten Birnen und gehackten Baumnüssen gefüllt und mit Zucker und Zimt bestäubt.[17]

### International
- Oliebollen oder Smoutebollen (‚Schmalzballen‘) heißen in den Niederlanden und in Belgien runde Krapfen, die meist aus Rosinenteig gemacht werden und oft mit Puderzucker bestreut sind. Es können aber auch Speisen eingebacken werden, sodass in Belgien ein Ananas-Bollen auch Ananas-Beignet heißen kann.
- Krautkrapfen bestehen aus aufgerolltem Nudelteig, in den eine Füllung aus Sauerkraut, Speck und Kümmel gemischt ist. Diese Allgäuer Spezialität wird in Schweineschmalz ausgebacken.
- Punschkrapfen
- In Polen als Pączki bekannt. Sie sind dort am tłusty czwartek ‚Fetten Donnerstag‘ zur Faschingszeit sehr beliebt.
- In Portugal als Malasadas bekannt, werden sie traditionell mit Marmelade gefüllt. Sie sind seit 1878 durch Einwanderer auch auf Hawaii verbreitet.
- In Rumänien kennt man Haselnusskrapfen als gogoașe.
- Als Sufganijot werden sie meist warm während Chanukka, dem jüdischen Lichterfest, gegessen.
- In Ungarn in leicht abweichender Form mit Fruchtfüllung als (lekváros-)fánk bekannt. Diese Krapfen sind dem Berliner Pfannkuchen ähnlich.
- Auch die in Italien produzierten kleineren Bomboloni oder Faschingskrapfen, wie sie auch in Südtirol genannt werden, sind den Berlinern ähnlich. Die insbesondere in den ehemaligen habsburgischen Gebieten Italiens Trentino, Friaul und dem Veneto verbreiteten Krapfen sind weitestgehend identisch mit den österreichischen bzw. süddeutschen Varianten dieses Gebäcks. Die deutschsprachige Bevölkerung Südtirols bevorzugt die Variante mit Marmelade; die italienischsprachige hingegen die mit Vanillecreme (bomboloni alla vaniglia) gefüllten. Außerdem werden verschiedene Siedegebäcke als Krapfen bezeichnet.
- In Griechenland sind es Loukoumades, Teigbällchen oder Ringe, die aus Hefeteig mit Zimtzusatz zubereitet und mit Honig bestrichen, oft aber auch mit Zucker oder Puderzucker bestreut bzw. glasiert werden. Unter dem Namen κράπφεν werden mit unterschiedlichen Konfitüren gefüllte Fettballen angeboten.
- Als Beschwipster Krapfen bezeichnet man Krapfen mit alkoholhaltiger Füllung (z. B. Eierlikörcreme) oder deren Teig man Alkohol in Form von Spirituosen (z. B. Orangenlikör) zugegeben hat.
- In Portugal gibt es die bolas de Berlim („Berliner Kugeln“). Diese Variante ist größer als der mitteleuropäische Berliner Pfannkuchen und wird immer mit einer gelben Füllung (der creme pasteleiro) zubereitet. Die Füllung wird in einen halbseitigen Anschnitt gegeben und bleibt sichtbar. Zuletzt wird Zucker darüber gegeben. Dieses Gebäck ist in Portugal in nahezu jedem Backwarengeschäft erhältlich.
- In Slowenien gibt es speziell den trojanski krof, den „Trojane-Krapfen“, der traditionell 200 g schwer ist und mit Marillenkonfitüre gefüllt wird. Sein Name leitet sich vom Trojane-Pass ab, wo ein beliebtes Ausflugsgasthaus seit den 1960er-Jahren für diese Spezialität berühmt ist. Mittlerweile wird auch die mit Vanillecreme gefüllte Variante immer beliebter.[18]
- In Serbien, Kroatien und Bosnien und Herzegowina sind die ausgebackenen Teigbällchen unter den Namen Uštipci (salzig) und Krofne (süß) bekannt.

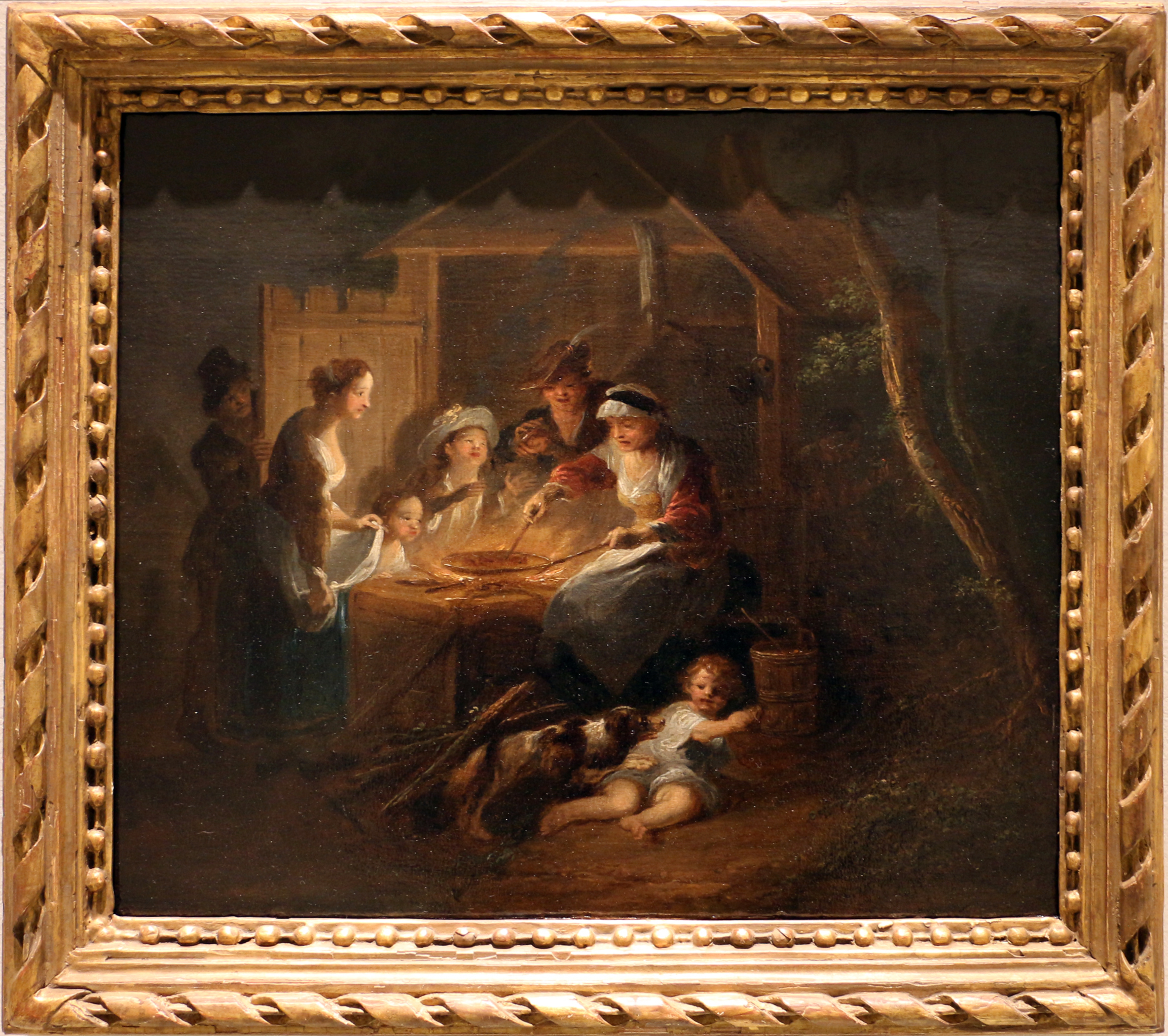
Franz Anton Maulbertsch, La venditrice di krapfen (Die Krapfenverkäuferin), ca. 1785–90
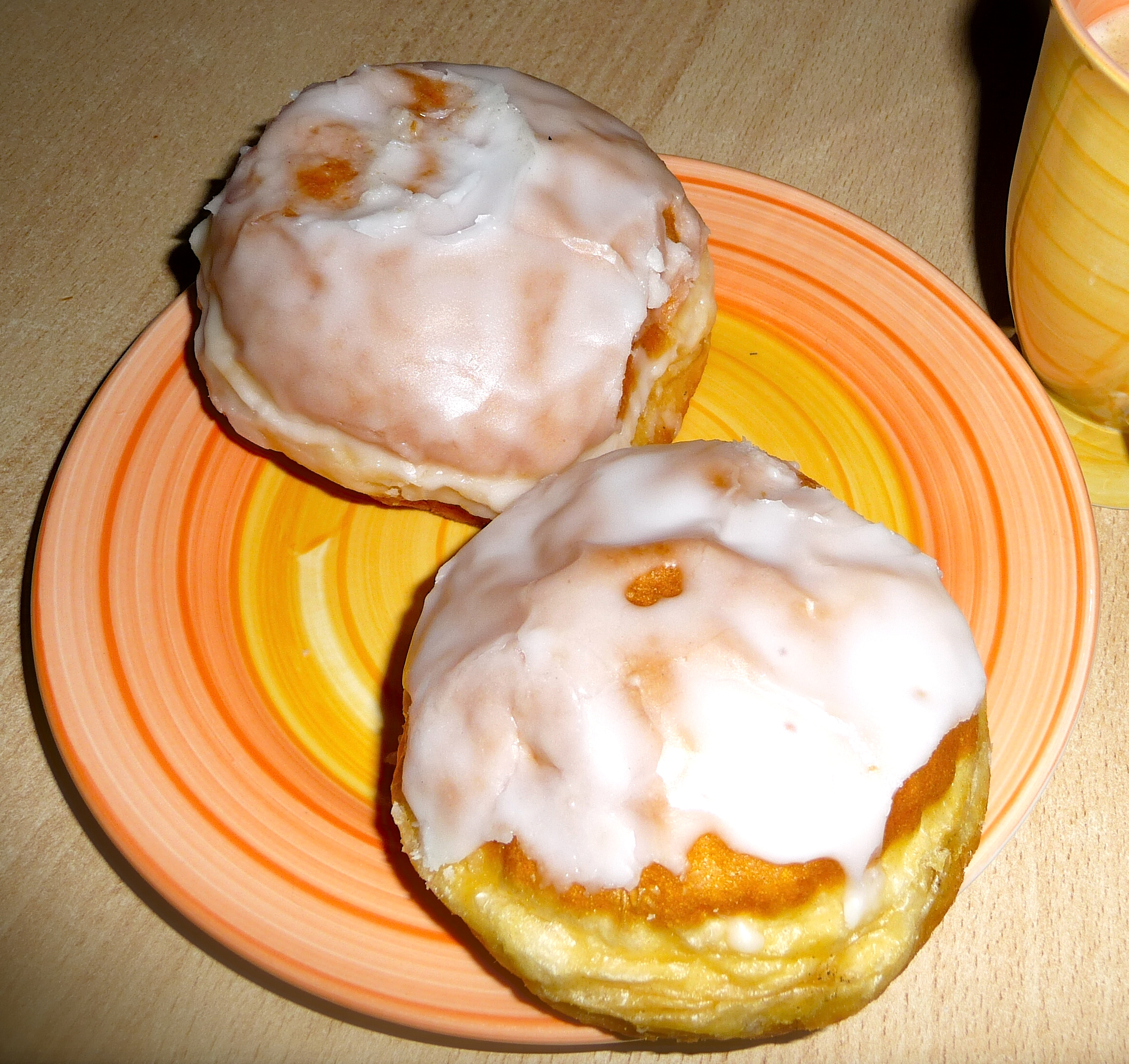
Berliner mit Zuckerfondant
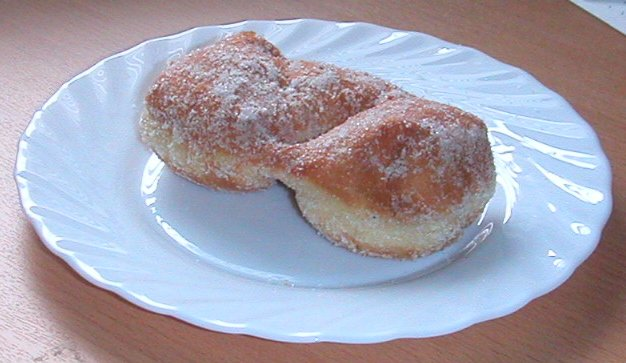
Kameruner
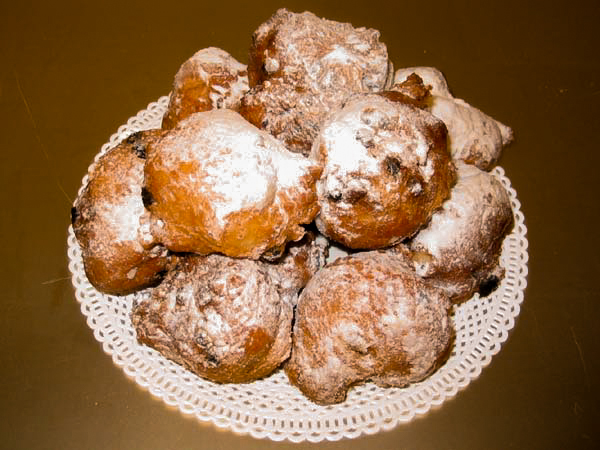
Oliebollen mit Korinthen
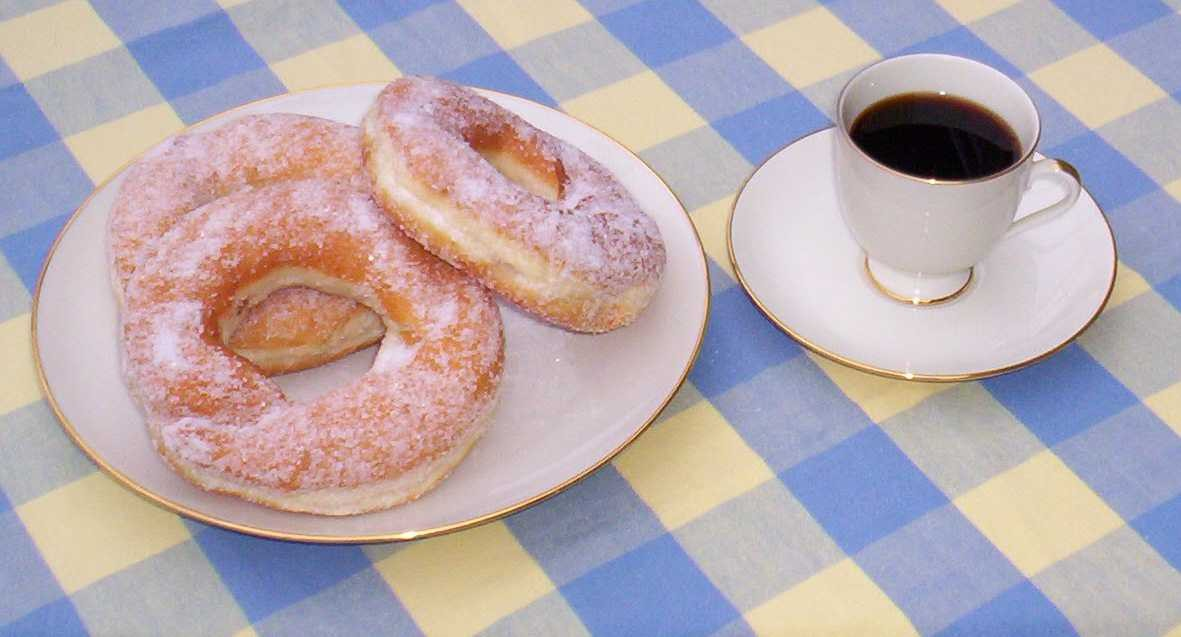
Braunschweiger Prilleken
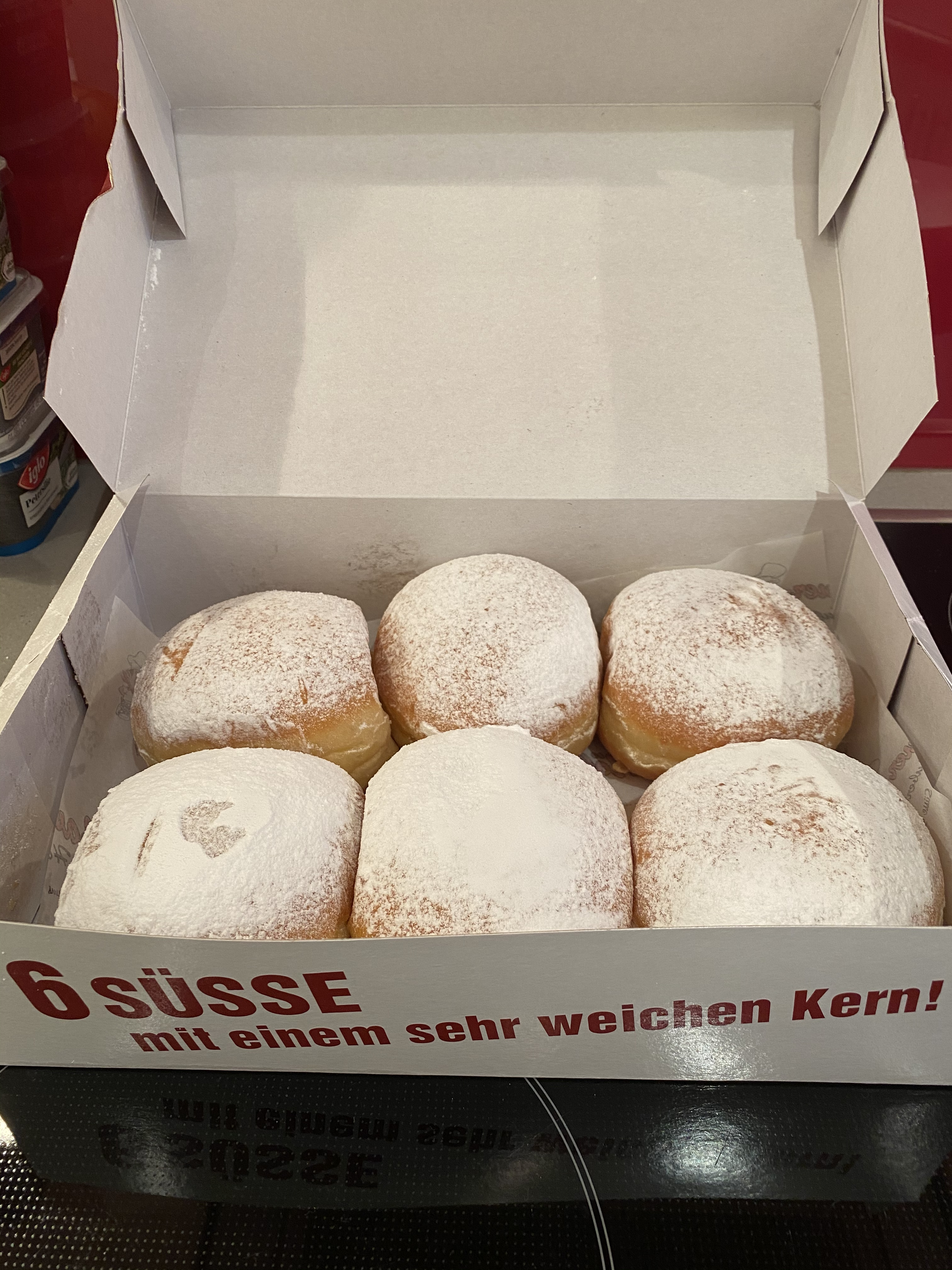
Faschingskrapfen aus einer Konditorei, Wien
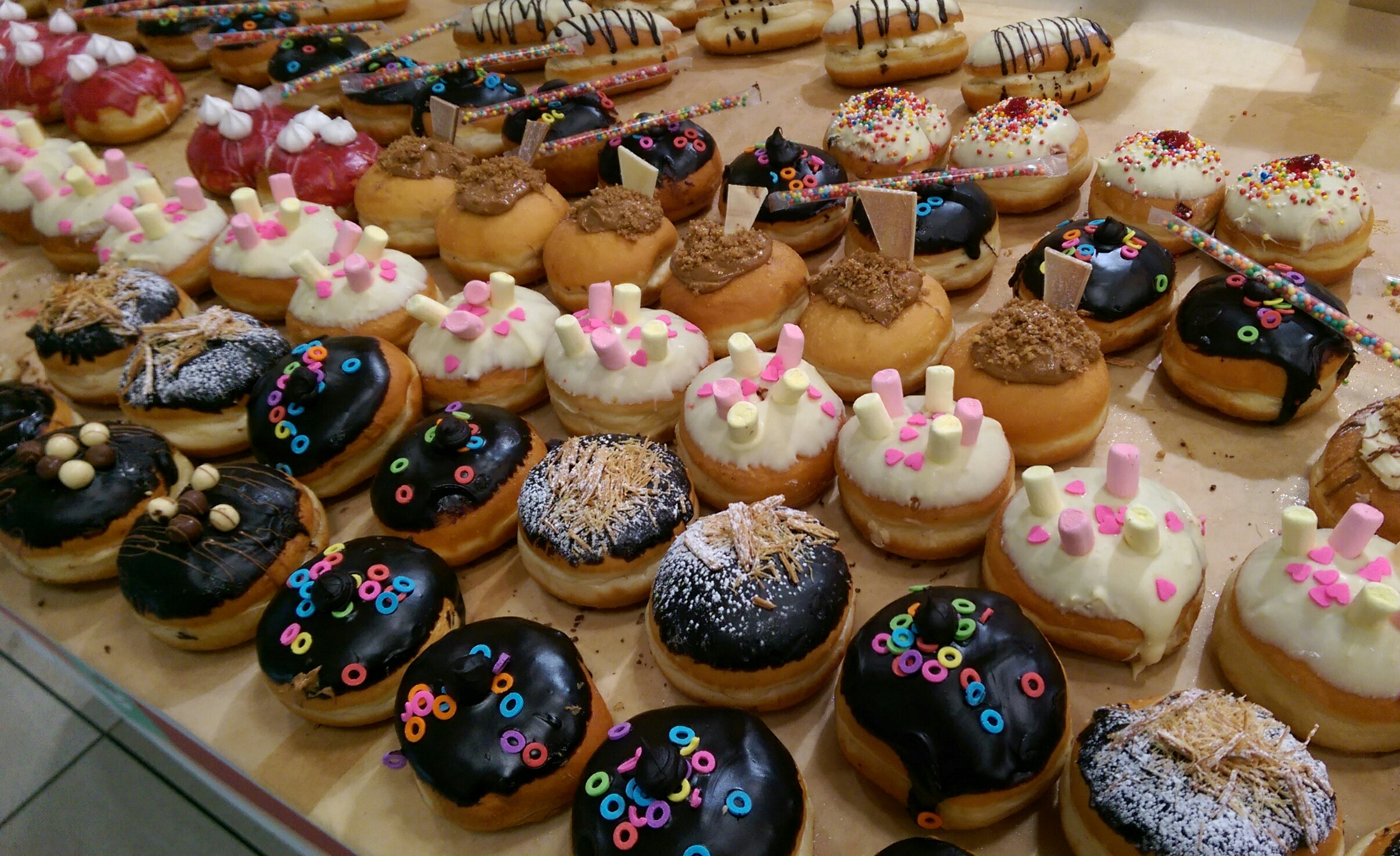
Sufganiyot in Jerusalem